# ニューヨーク市運輸局
ニューヨーク市運輸局（ニューヨークしうんゆきょく、英語: New York City Department of Transportation、NYCDOT、DOT）は、アメリカ合衆国のニューヨーク市の政府機関の1つで、市内の交通施設の維持管理を行う組織である。
日本語ではニューヨーク市運輸局のほか、ニューヨーク市交通局の訳例がある。

## 概要
ニューヨーク市内の一般道路、高速道路、歩行者道、橋、トンネルの維持管理を行う。道路標識や信号機、街灯の設置管理も行うほか、スタテン島フェリーの運航も担当している。